# Bematistes dimonika
Bematistes dimonika is een vlinder uit de familie van de Nymphalidae. De wetenschappelijke naam van de soort is voor het eerst voorgesteld als Acraea dimonika door Dominique Bernaud in een publicatie uit 2021. De soort is vernoemd naar het Dimonika Biosphere Reserve, waar deze soort voor het eerst is ontdekt (typelocatie).
De soort komt voor in de laaglandbossen van Zuidwest-Congo-Brazzaville.